# Баварска шума
Баварска шума (нем. Bayerischer Wald / Bayerwald, чеш. Bavorský les) је део планинског система који се простире на око 100 km и до 1456 m надморске висине, својим високим планинским ланцима чини природну границу са Чешком и Аустријом на југоистоку територије Савезне Републике Немачке.

## Распрострањеност Баварске шуме
Баварска шума се налази између река Наб и Дунавa на северозападу, западу ка југоистоку и државним границама са Чешком и Аустријом на северуистоку, истоку и југу у покрајини Баварској, већим делом у региону Доња Баварска (нем. Niederbayern) и мањим делом у региону Горњи Платинат (нем. Oberpfalz). Геолошки и геоморфолошки Баварска шума припада планинском венцу Шумави односно Чешкој шуми (чеш. Šumava, нем. Böhmerwald) највeћем планинском ланцу громадних планина Чешког масива.

### Историјат Баварске шуме
Због политичких и националних разлика је дошло до разграничења између Чешке и Немачке (тадашње Баварске) 1830. године када је овај регион припао Баварској, тако да је назив на немачкој страни преименован у Баварскa шумa а у Чешкој и Аустрији је остао изворни назив Шумава односно Чешка шума (нем. Böhmerwald).
Изворни назив за Чешку произилази из латинског језика као Бохемија који је преузет у немачком језику (чеш. Čechy, нем. Böhmen, лат. Bohemia).
Водене масе из Баварске шуме одливају се преко реке Илз до Дунава (Црноморски слив) а мали део близу границе са Чешком одводи се преко Влтаве до Лабе (Североморски слив).
Највише планине у Баварској шуми су Гросер Арбер (нем. Große Arber, чеш. Velký Javor) са 1456 m и Гросер Рахел (нем. Große Rachel, чех. Roklan) 1453 m. 1970. године у источном делу планине је створен први немачки национални парк, Баварски шумски национални парк који је проширен 1997. године и заједно са чешким националним парком Шумава чини једно од највећих заштићених подручја у Европи.
Још 1994. постоји еврорегион који обухвата област ове планине, са 16.000 km² са око 1,3 милиона становника.

## Климатске одлике
Ваздух је у целој области изузетно сув, релативне вредности од око 35% су уобичајене. Просечне температуре су у вишим пределима између 3 °C до 4 °C а у нижим пределима између 6,5 °C до 8 °C. Једна од климатских посебности су задржавање хладних ваздушних маса у котлинама на локацијама заклоњених од ветра. Није реткост да се мраз јавља тамо и почетком лета. Ова појава се може редовно посматрати на локалним метеоролошким станицама у Клингенбрун-Бахнхофу у општини Шпигелау. Просечан број летњих дана са температуром  изнад 25 °C,  такође је карактеристично за континенталну климу. Дугорочни просек у нижим пределима је између 35 и 45 дана у години. Баварска шума позната је по обилним масама снега. Ово се посебно односи на средњи  планински део изнад 700 м и виши планински део  изнад 1000 m. У гребенима (Предње) Баварске шуме снежни покривач опстаје до 120 дана, а у чешкој шуми / Шумави до 180 дана. У снежним зимама висина снежног покривача може бити и преко 250 cm. У нижим пределима испод 600 m, а посебно у долини реке Реген. Подручје је под утицајем алпског ветра Фен (нем. Föhn / Föhnwind) који се пружа до тока Дунава и Баварске шуме. Алпи се могу видети са планина Баварске шуме, нарочито у ведрим јесеним данима са јаким ветром.

## Градови
Највећи градови у околини Баварске шуме су:
| Град       | Број становника |
| ---------- | --------------- |
| Пасау      | 51.781          |
| Дегендорф  | 33.373          |
| Кам        | 16.796          |
| Хауценберг | 11.629          |
| Реген      | 10.967          |

### Пасау
је Немачки град који се на југоистоку, са самом граници Аустрије. Смештен на ушћу река Дунав, Ин и Илз, Пасау је светски познат као „Град три реке“. Најранији докази о насељавању људи потичу из неолита. Пасау је био део римског царства више од 400 година. Од 1803. године Пасау је припојен Баварској. У срцу Пасау-а, на највишој тачки Старог града, уздиже се Катедрала Светог Стефана у којој звуче највеће катедралне оргуље на свету. Сјајно изнад река, величанствена тврђава Весте Оберхаус на обали Дунава и ходочасничка црква „Мариахилф“ на бочној страни хана уоквирују град изузетно лепоте. Пасау је својим јединственим шармом и својом атмосфером један од најлепших и најспектакуларнијих немачких градова на Дунаву.

### Дегендорф
Дегендорф је град који се налази у западном подножју баварске и Баварске шуме, источно од града Штраубинга. Река и шумовите планине чине сликовито окружење града, који задржава свој средњовековни образац и делови његових утврђења.

### Кам
је главни град округа Кам у Горњем Палатинату у Баварској односно Немачкој. Град Кам је на југу омеђена Баварском шумом а на северу Горњим Платинским шумама. Град лежи на реци Реген која се спаја са Дунавом код Регенсбурга .Назив "Kaм" је келтског порекла и претпоставља се да у преводу значи "савијање" или "закривљеност"

### Реген
је град који се налази у југоисточном делу Немачке односно Баварске билизу границе са Чешком. Град Реген је смештен на великој реци Реген која се налази близу Баварске шуме. Град се налази на надморској висини од 532 m. Река Реген је река која се налази у Баварској шуми на територији Чешке у близини Железне Руде. Река прелази границу након неколико километара, близу града Бајериш Ајзенштајна. У Цвизелу се Великом Регену придружује Мали Реген који формира Црни Реген. Црни Реген протиче кроз Реген и Фихтах, а придружи им се Бели Реген у Бад Кецтингу. Иза ове ушћа река се зове Реген. Укупна дужина реке, укључујући и њено корито, Велики Реген и Црни Реген, износи 191 km (119 mi). Мали Реген прелази акумулацију Фрауенау .
Долина Реген је главна долина која прелази баварску шуму. Многа насеља у планинама налазе се дуж реке. Градови уз реку Реген укључују и Регенсбург.

## Биљни и животињски свет
Баварска шума је једна од јединствених средњоевропских шума по природној разноврсности.
У новембру 2011. године је прављен попис који је показао да у Баварској шуми живи 3.849 животињских врста, 1.861 врста гљива, 489 врста маховина, 344 врсте лишајева, 757 врста васкуларних биљака. Према процени у националном парку Баварска шума вероватно постоје око 14.000 врста.
Типичне животиње у овом региону су видре, јелени, дивље свиње, мрки медведи, дивље мачке, вукови, куне, јастреби, гаћасте кукумавке, велики тетреби, лештарке, црне роде, детлић, итд…
Типично за Баварску шуму су  између осталог природне смрче шуме, планински гребени и високе висоравни које су повезане и испреплетене Тајге шумама са типичним биљним тлом, као например: папратима, боровницама, ковиљa. Карактеристичне су и више мочваре са лишајевима и месождерним росуљама. Такође је важна регенерирајућа мешовита планинска шума, која обухвата ретке врсте дрвећа, попут норвешког јавора, бреста, липе, јасена и тисе.